# طويلة قرض (دوعن)
'

تعديل مصدري - تعديل

طويلة قرض هي إحدى قرى عزلة صيف بمديرية دوعن التابعة لمحافظة حضرموت، بلغ تعداد سكانها 321 نسمة حسب تعداد اليمن لعام 2004.